# Лураго д'Ерба
Лураго д'Ерба (итал. Lurago d'Erba) је насеље у Италији у округу Комо, региону Ломбардија.
Према процени из 2011. у насељу је живело 4892 становника. Насеље се налази на надморској висини од 347 м.

## Становништво
Према резултатима пописа становништва 2011. у општини је живело 5.335 становника.
| 1936. | 1951. | 1961. | 1971. | 1981. | 1991. | 2001. | 2011. |
| ----- | ----- | ----- | ----- | ----- | ----- | ----- | ----- |
| 1.754 | 2.332 | 2.787 | 3.287 | 4.266 | 4.517 | 4.778 | 5.335 |